# Maysa
Maysa Figueira Monjardim, conosciuta come Maysa Matarazzo o semplicemente Maysa (San Paolo, 6 giugno 1936 – Rio de Janeiro, 22 gennaio 1977), è stata una cantante, cantautrice e attrice brasiliana.
I suoi maggiori successi canori sono tre motivi classici della bossa nova: Meditação,  di Tom Jobim e Newton Mendonça, Dindi, di Jobim e Aloysio de Oliveira, e Se todos fossem iguais a você, di Jobim e Vinícius de Moraes.

## Biografia

### Gli inizi
Figlia di Alcibíades Monjardim, esattore delle imposte, frequentò le scuole superiori al Sacré-Coeur della città natale diplomandosi nel 1954, e nello stesso anno convolò a nozze con il facoltoso trentottenne André Matarazzo, di casata nobiliare e discendente dal conte Francesco Matarazzo. Già da piccola, Maysa era appassionata di musica: suonava il pianoforte, era la protagonista musicale di feste in famiglia e a dodici anni aveva composto un samba-canção dal titolo Adeus. Questa canzone e altri motivi di sua composizione – Marcada, Agonia, Rindo de mim – insieme a 'Round Midnight e The Lady Is a Tramp furono eseguiti dalla giovane cantante che, nonostante la gravidanza, in un provino amatoriale impressionò favorevolmente Roberto Corte Real della Columbia per l’approccio disinvolto e per le qualità canore. La casa discografica rifiutò di ingaggiarla, probabilmente per l’influenza della potente famiglia Matarazzo, che disapprovava la carriera pubblica di una cantante e non voleva che un membro della famiglia la seguisse. Per questo motivo, Maysa fu dirottata da Corte Real alla più piccola RGE.

### La carriera artistica

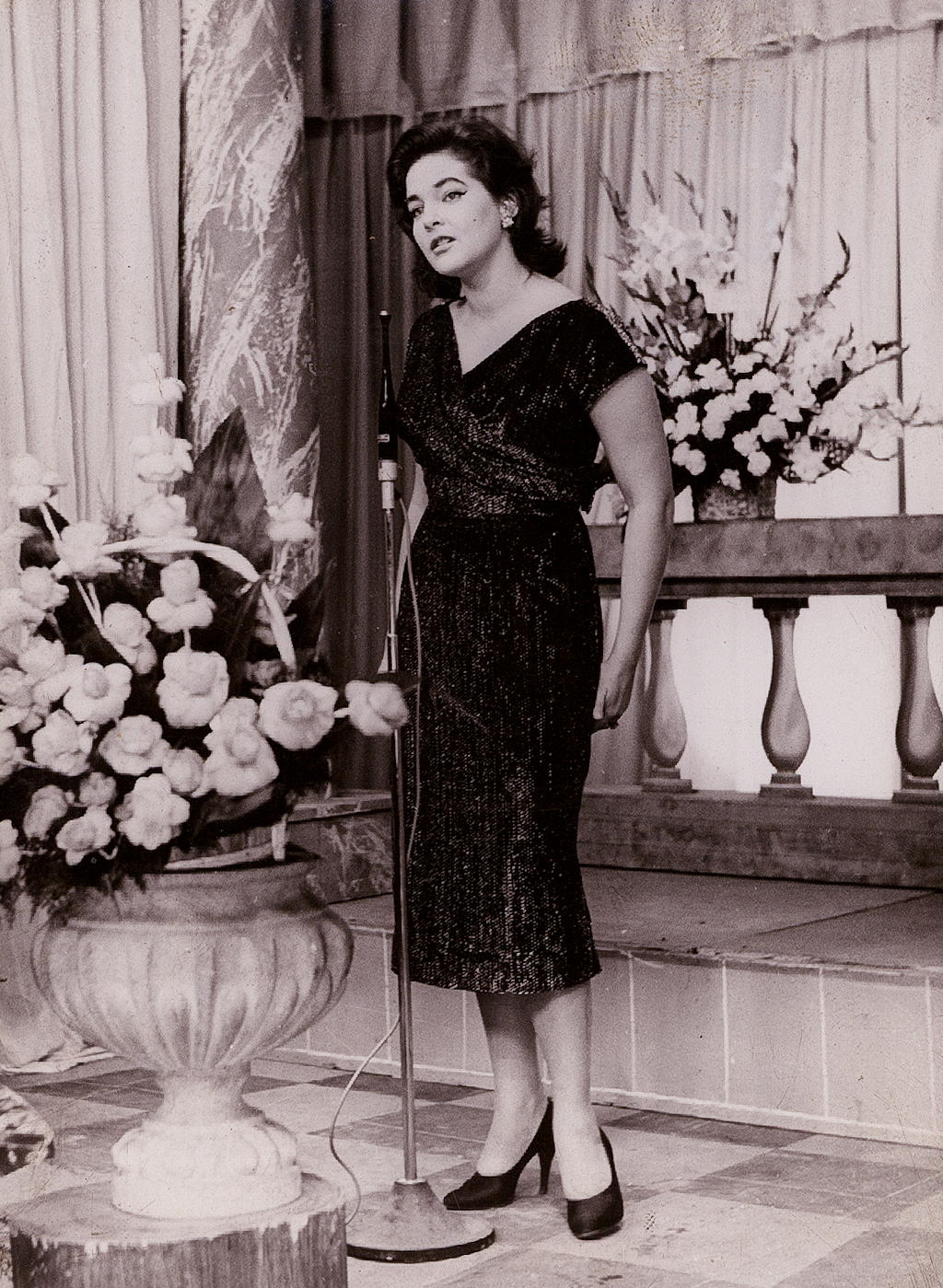
Maysa nel 1956

Nel 1956, dopo aver dato alla luce il figlio Jayme, Maysa entrò in sala di incisione per registrare Convite para ouvir Maysa, un LP con quattro tracce per ciascuno dei due lati: Marcada, Não vou querer, Agonia, Quando vem a saudade, Tarde triste, Rindo de mim, Adeus e Resposta. Il disco conseguì un lusinghiero successo, e a seguito di questo riscontro l’artista fece diverse apparizioni televisive, continuando a comporre. Ciononostante, le sue creazioni si caratterizzarono per una nota di tristezza dovuto allo stato di depressione a seguito della crisi del suo rapporto coniugale. L’anno successivo Maysa incise il suo secondo disco che conteneva pezzi di propria composizione, brani di altri musicisti – fra i quali Tom Jobim e Vinícius de Moraes – e un beguine di matrice statunitense. Ricevette il riconoscimento di migliore cantante dell’anno in TV del 1958, anno in cui vennero lanciati Convite para ouvir Maysa n. 2 e Convite para ouvir Maysa n. 3 nei quali la cantante presentava proprie composizioni e brani di altri autori suoi conterranei. Nello stesso anno partecipò a quattro film: Matemática zero, amor dez, O cantor e o milionário, O carmelô da rua larga e O batedor de carteira. Il successivo disco, Convite para ouvir Maysa n. 4, venne pubblicato nel 1959; come i precedenti, anche questo lavoro conteneva canzoni composte dalla cantante e motivi di altri artisti fra i quali Jobim, Ary Barroso e l’italiano Armando Romeo, di cui la cantante riprese il successo Malatia. Nell’album seguente, intitolato Maysa é Maysa... É Maysa... É Maysa, la cantante invece interpretò solamente composizioni di altri autori, fra di essi Luiz Bonfá e Dolores Duran. È presente anche il brano Hino ao amor, versione brasiliana di Hymne à l'amour scritta e interpretata da Édith Piaf con musiche di Marguerite Monnot. A música de Maysa - Sandoval Dias e Seu Conjunto – che l’anno successivo secondo un sondaggio del quotidiano O Globo avrebbe registrato un significativo record di vendite – comprende gli arrangiamenti strumentali di composizioni dell’artista brasiliana che pubblicò un altro disco contenente brani di diversa origine – oltre a Malatia, già inciso precedentemente, c’erano Uska Dara, appartenente alla tradizione musicale turca, Get Out of Town di Cole Porter e Chanson d’amour.
Su invito di Ronaldo Bôscoli, nel 1960 Maysa si trasferì a Rio de Janeiro per la partecipazione a un programma televisivo e per l’incisione di un disco che si intitolò Voltei. Come in altre occasioni, il lavoro includeva canzoni scritte dalla cantante e altre composizioni di autori connazionali. Lo stesso schema è relativo al seguente album Maysa canta sucessos che vede brani originali alternati a motivi composti fra gli altri da Oscar Castro-Neves, Billy Blanco, Baden Powell. La cantante paulista fu tra gli interpreti presenti nel disco Rio, cidade maravilhosa, e registrò un LP di successi brasiliani e stranieri – fra i quali composizioni di Jacques Brel, Irving Caesar, Jacques Prévert, Joseph Kosma, Frank Sinatra, George Gershwin e Ira Gershwin tradotte in spagnolo, lavoro destinato al mercato argentino. Al medesimo anno risalgono due esperienze cinematografiche nei film Pequeno por fora e Esse Rio que eu amo

Maysa nel 1970

Il 1961 fu per Maysa un anno di svolta: convinta da Bôscoli a dirottare le proprie attenzioni canore verso la bossa nova, la cantante fu protagonista dell’LP O barquinho, album che divenne un punto di riferimento per il nuovo ritmo. Interpretò molte delle composizioni che avevano dato vita alla bossa nova: di Bôscoli e Roberto Menescal erano O barquinho, Dois meninos, Errinho á toa e Lágrima primera; Você e eu di Carlos Lyra e Vínicius de Moraes, Recado a solidão di Chico Feitosa, Depois do amor di Normando Santos e Bôscoli,  Só você (Mais nada) di Paulo Soledade, Maysa e Melancolia di Bôscoli e Luiz Eça, e Cala meu amor di Jobim e Vinícius. Il successo del disco le diede la spinta per una tournée che attraversò il Brasile con punte in Argentina e in Uruguay. Come ambasciatrice della bossa nova, si esibì all’Olympia di Parigi, al Casinò Estoril in Portogallo e al Blue Angel di New York. I suoi comportamenti sul palco erano spesso trasgressivi e a volte violenti a causa di una sempre maggiore dipendenza dall’alcol, del quale la cantante faceva largo uso, e l’irregolarità del suo regime di vita l’aveva fatta ingrassare esageratamente. Durante il tour in Sud America in compagnia di Menescal, del Tamba trio e di Roberto Bôscoli, quest’ultimo ebbe con Maysa una relazione che, ancorché breve e tempestosa, portò alla rottura del suo fidanzamento con Nara Leão.
Maysa amor... E Maysa è un LP del 1962 nel quale ebbe grande successo la samba canção Estou para dizer adeus di Raul Sampaio; nello stesso anno venne pubblicato un altro album, Canção do amor mais triste; in esso Maysa riprese diverse composizioni di bossa nova. Due anni dopo lasciò l’RGE per passare alla Elenco e con la nuova etichetta pubblicò l’LP Maysa, contenente motivi di autori di bossa nova. Passata alla RCA Victor, nel 1966 lanciò con la nuova etichetta discografica l’album Maysa nel quale, dopo anni di repertorio altrui, presentò fra le altre composizioni la sua Canção sem título; e partecipò al II Festival da Música Popular Brasileira cantando Amor paz, scritto in collaborazione con Vera Brasil. L’anno seguente la cantante lanciò due dischi, uno contenente quattro brani – Dia das rosas di Luiz Bonfá e Maria Helena Toledo, O canto de Ossanha di Baden Powell e Vinícius, Canção sem título, e Amor – e il secondo, un singolo, che vedeva Dirgli solo no di Pantagruele, e Vai via malinconia, di Bardotti e Morricone. Il 1968 fu la volta di tre dischi; i primi due contenevano composizioni di autori brasiliani, il terzo, un singolo, riprendeva due motivi europei, Et maintenant, portato al successo da Gilbert Bécaud, e Per ricominciare, versione italiana scritta da Ermanno Parazzini del successo americano Can't Take My Eyes Off You. Messasi in proprio assieme al secondo marito, si esibì in uno spettacolo dal vivo la cui incisione dette origine all’LP Coneção apresenta Maysa, dove la cantante ripercorre dodici successi di autori brasiliani e stranieri: Jobim, Aloysio de Oliveira, Marcos Valle, César Roldão Vieira, Dolores Duran, Roberto Carlos, Jacques Brel, Johnny Alf, Vinícius, Luiz Bonfá, oltre a quattro brani di propria composizione. Un altro album si intitolò Maysa: in esso la cantante riprendeva composizioni di giovani artisti.
Nel gennaio 1968 partecipò in Italia a uno special televisivo della Rai (sul Secondo Canale, la futura Rai 2) dal titolo Tempo di samba, diretto da Vito Molinari e condotto da un'allora ventitreenne Raffaella Carrà, accanto ai colleghi Astrud Gilberto e Roberto Carlos Braga. 
Gli anni settanta la videro inizialmente virare verso gli spettacoli teatrali e televisivi. Interpretò Nosso caminho nella colonna sonora del teleromanzo Irmãos Coragem, poi nel 1971 fu sul set del teleromanzo O Cafona e la sua interpretazione ricevette lusinghieri apprezzamenti. Tre anni dopo fu nel cast del teleromanzo Bravo, per il quale compose assieme al maestro Júlio Medaglia il tema di apertura. Ed è del 1974 la pubblicazione del suo ultimo LP intitolato Maysa. Nel 1976, Meu mundo caiu fu incluso nella colonna sonora della telenovela Estúpido Cupido.

### La morte

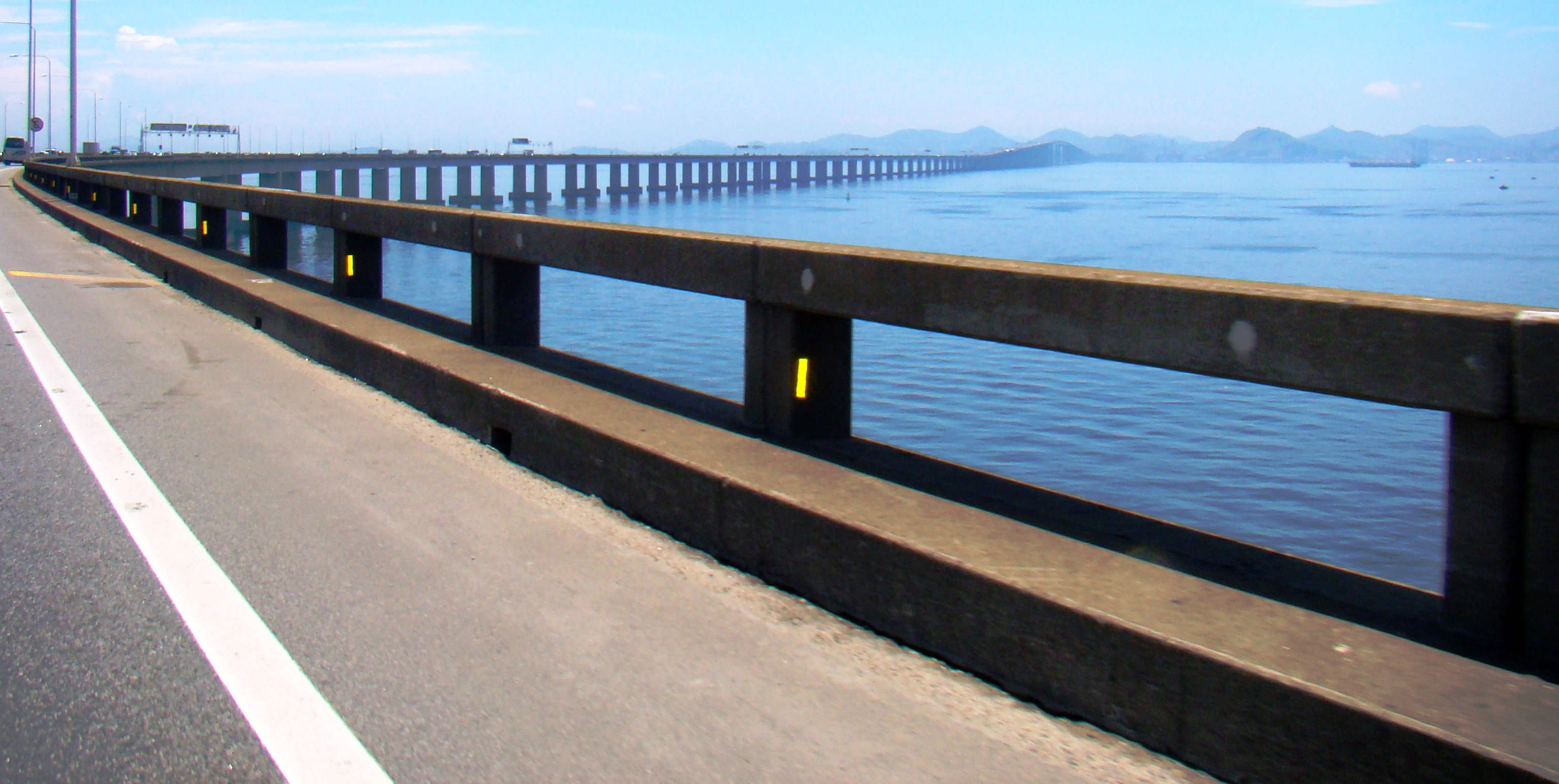
Il Ponte Rio-Niterói, luogo della tragedia

Il 22 gennaio 1977 la cantante stava guidando l’automobile verso la sua casa di Maricá, dove aveva intenzione di trascorrere il fine settimana, quando rimase coinvolta in un incidente stradale sul ponte Rio-Niterói, trovandovi una tragica e prematura morte.
Nel 2015 presso la sala Baden Powell fu rappresentato lo spettacolo Maysa - Um mito cantado por Waleska, in cui l’artista ripercorse i più celebri successi di Maysa. Nello stesso anno, per celebrare i cinquant’anni della TV Globo, venne trasmessa la miniserie Maysa - Quando fala o coração diretta dal figlio della cantante, Jayme Monjardim. Il regista ha voluto rendere omaggio alla celebre madre decidendo di chiamare Maysa la propria figlia nata nel settembre del 2010.

## Discografia

### Album
- 1956 – Convite para ouvir Maysa • RGE
- 1957 – Maysa • RGE • LP
- 1958 – Convite para ouvir Maysa nº 2 • RGE • LP
- 1958 – Convite para ouvir Maysa nº 3 • RGE • LP
- 1959 – Maysa é Maysa... É Maysa... É Maysa • RGE • LP
- 1959  – Convite para ouvir Maysa nº 4 • RGE • LP
- 1960 – Maysa • Orfeo (Argentina)  • LP
- 1960 – Voltei • RGE • LP
- 1960 – Maysa canta sucessos • RGE • LP
- 1961 – Maysa, amor... E Maysa • RGE • LP
- 1961 – Barquinho • Columbia • LP
- 1962 – Canção do amor mais triste • RGE • LP
- 1964 – Maysa • Elenco • LP
- 1966 – Maysa • RCA Victor • LP
- 1969 – Canecão apresentação Maysa • Copacabana • LP
- 1969 – Maysa • Copacabana • LP
- 1970 – Ando só numa multidão de amores • Philips • LP
- 1974 – Maysa • Evento • LP

### Singoli
- 1959 – Manhã de carnaval/Só Deus/A felicidade/Hino ao amor • RGE • Maxi singolo
- 1959 – Ouça/Noite de paz/Recado/O que é que falta • RGE • Maxi singolo
- 1959 – Get Out Of Town/Chanson D'amour/Malatia/Uska Dara • RGE • Maxi singolo
- 1960 – Adorável Maysa - Besame mucho/I love Paris/Quem quiser encontrar o amor/Rindo de mim • RGE • Maxi singolo
- 1960 – Cheiro de Saudade/Meditação/Solidão/Dindi • RGE • Maxi singolo
- 1961 – Estou para dizer adeus/Chão de estrelas/Quizas quizas quizas/Murmúrio • RGE • Maxi singolo
- 1962 – Favela/Round about midnight/Mil flores/What's new?  • RGE • Maxi singolo
- 1962 – Maysa em Bossa Nova - Nós e o mar/Louca de saudade/Ah, Se Eu Pudesse/Fim de Noite • RGE • Maxi singolo
- 1963 – Les Inconscients/Fin Du Jour/Cent Mille Chansons/Chega de Saudade • Barclay • Maxi singolo
- 1964 – Fim de Noite/Por Causa de Você • Elenco • Singolo
- 1966 – Tristeza/Morrer de amor/Ne Me Quitte Pas/As mesmas histórias • RCA Victor • Maxi singolo
- 1967 – Dirgli solo no/Vai via malinconia • GTA Records • Singolo
- 1967 – Dia Das Rosas/O Canto de Ossanha/Amor/Canção sem título • RCA Victor • Maxi singolo
- 1968 – Che mai faró (Et maintenant)/Per ricominciare • GTA Records • Singolo
- 1968 – Pálida ausência/Reza • RCA Victor
- 1968 – Reza/Chão de estrelas/Tristeza de nós dois/Dia de vitória • RCA Victor • Maxi singolo
- 1969 – Ave Maria dos retirantes/Canção de chorar/Catavento/Atento, alerta • Copacabana • Maxi singolo
- 1969 – Canto de fé/Estranho mundo feliz • Copacabana
- 1969 – San Juanito/Pra quem não quiser ouvir meu canto • Copacabana
- 1971 – Tema de Simone/Depois de tanto tempo • Philips
- 1971 – História de amor (Theme From Love Story)/Homem De Bem • Philips
- 1972 – Palavras, palavras (Parole, parole)/What are you doing the rest of your life?  • RCA Victor

### CD e DVD postumi
- 1977 – Para sempre Maysa • RGE
- 1991 – Maysa por ela mesma • RGE • CD
- 1992 – Canecão apresenta Maysa • Movieplay • CD
- 1997 – Tom Jobim por Maysa • RGE • CD
- 2000 – Simplesmente Maysa-Vol. 1 a 4 • CD
- 2000 – Barquinho • Sony Music/Columbia • CD
- 2009 – Quando fala o coaração • Som Livre • CD
- 2012 – Ensaio - Intensa emoção • Warner Music • DVD[9]